# Coucy-le-Château-Auffrique
Coucy-le-Château-Auffrique es una comuna francesa situada en el departamento de Aisne, de la región de Alta Francia.
Es famosa por su castillo impresionante, el castillo de Coucy.

## Historia
Absorbió en 1921 Auffrique-et-Nogent.

## Demografía
| 699                       | 781 | 818 | 749 | 839 | 878 | 830 | 939 | 854 | 836 | 874 | 846 | 745 | 739 | 266 | 719 | 712 | 708 | 683 | 700 | 657 | 269 | 1 077 | 1 069 | 907 | 913 | 933 | 1 151 | 1 137 | 1 118 | 1 120 | 1 058 | 995 | 1 046 | 1 036 |
| (Fuente: Cassini e INSEE) |     |     |     |     |     |     |     |     |     |     |     |     |     |     |     |     |     |     |     |     |     |       |       |     |     |     |       |       |       |       |       |     |       |       |